# Petfinder
Petfinder — интернет-компания, которая управляет крупнейшим одноименным интернет-сайтом по пристройству домашних животных, обслуживающим всю Северную Америку. Компания сообщает, что в настоящее время она насчитывает «более 315 000 домашних животных, которых можно пристроить, из почти 14 000 приютов для животных и спасательных групп». Коммерческое предприятие, основанное в 1996 году, в настоящее время принадлежит компании Nestlé Purina PetCare и сообщает, что им удалось пристроить 22 миллиона домашних животных (по состоянию на 2013 год). Большинство домашних животных, пристраиваемых через Petfinder, — собаки и кошки, но через сайт пристраиваются все виды животных, которых можно найти в приютах и в зоозащитных группах, от мелких рыб, рептилий и птиц до лошадей и домашнего скота.

## История
Бетси Бэнкс Сол и Джаред Сол придумали идею Petfinder.org в начале 1996 года, когда Бетси работала в программе городского лесоводства Нью-Джерси, и одновременно готовила свою магистерскую диссертацию в Университете Клемсона.
В 2005 году Petfinder запустил большую базу данных домашних животных, спасенных от последствий урагана Катрина. Крупные агентства по защите животных сотрудничали, чтобы помочь в воссоединении домашних животных с их владельцами через «Сеть реагирования на чрезвычайные ситуации в отношении животных» (AERN). В итоге в базе данных было зарегистрировано около 23 000 домашних животных, 3200 из которых были возвращены владельцам. База данных также включала почти 26 000 запросов на спасение от людей, бросивших животных, и еще 8 000 сообщений о пропаже животных.
В 2006 году Discovery Communications купила Petfinder за 35 миллионов долларов. После приобретения Petfinder входила в состав Animal Planet Media Enterprises, но позже была перемещена из Animal Planet в группу цифровых медиа Discovery Communications. Бетси Бэнкс Сол по-прежнему была связана с Petfinder, как и многие из первоначальных сотрудников Petfinder. Бетси Бэнкс Сол и Джаред Саул также являются членами совета-учредителей Petfinder Foundation.
В 2013 году компания Nestlé Purina PetCare объявила о приобретении Petfinder у Discovery Communications, отметив, что это было первое крупное приобретение Nestle цифровой собственности. Компания заявила, что планирует добавить на веб-сайт информацию о питании и защите домашних животных.

## Награды и достижения
В 2008 году журнал Time назвал его одним из 50 лучших веб-сайтов. Благодаря своему влиянию в области защиты животных Бетси Бэнкс Сол, соучредитель Petfinder, была названа журналом Woman’s Day одной из 50 наиболее влиятельных женщин, которые меняют мир. Мобильное приложение была запущено в 2008 году и получило награду People’s Voice Webby award в 2014 году. В 2010 году журнал Time назвал его одним из 10 лучших приложений для iPhone.

## Petfinder Foundation
В 2003 году Petfinder основал Petfinder Foundation, некоммерческую организацию, которая предоставляет гранты другим благотворительным организациям и организациям, помогающим предотвращать эвтаназию домашних животных. Программа поддерживается частными донорами и корпоративными партнерами, в том числе компаниями Orvis и Volvo.